# AS Saint-Étienne
Association sportive de Saint-Étienne, pe scurt Saint-Étienne, este un club de fotbal din Saint-Étienne, Franța, care evoluează în Ligue 1. Fondat în anul 1919, este unul dintre cele mai de succes cluburi din fotbalul francez, având în palmares 10 titluri de campioană și 6 cupe ale Franței câștigate până în 2007. Prin tradiție, marii rivali sunt Olympique Lyonnais.

## Istorie
AS Saint-Etienne a fost fondată în 1919 de către angajații  unui magazin local ce facea parte din lantul comercial Groupe Casino sub numele Amicale des Employés de la Société des Magasins Casino (ASC). Clubul a adoptat verdele drept culoare  aceasta fiind si culoarea grupului Casino. În 1920, Federația franceză de Fotbal interzice utilizarea mărcilor comerciale în cadrul unui club sportiv, astfel Saint-Etienne elimină Casino din numele său și îl schimba în Amical Sporting Club pentru a pastra  ASC ca acronim. În 1927, Pierre Guichard a preluat funcția de președinte de club și, după fuziunea cu clubul local Stade Forézien Universitaire, și-a schimbat denumirea în Association sportive Stéphanoise.

## Jucători

### Lotul actual
La 8 august 2025.
| Nr. |               | Poziție | Jucător             |
| --- | ------------- | ------- | ------------------- |
| 1   | Franța        | P       | Brice Maubleu       |
| 2   | Serbia        | F       | Strahinja Stojković |
| 3   | Franța        | F       | Mickaël Nadé        |
| 5   | Israel        | M       | Mahmoud Jaber       |
| 6   | Maroc         | M       | Benjamin Bouchouari |
| 7   | Franța        | A       | Irvin Cardona       |
| 8   | Franța        | F       | Dennis Appiah       |
| 10  | Franța        | M       | Florian Tardieu     |
| 11  | Noua Zeelandă | M       | Ben Old             |
| 13  | Portugalia    | F       | João Ferreira       |
| 15  | Portugalia    | F       | Chico Lamba         |
| 19  | Ghana         | F       | Ebenezer Annan      |
| 20  | Ghana         | M       | Augustine Boakye    |

| Nr. |                           | Poziție | Jucător                      |
| --- | ------------------------- | ------- | ---------------------------- |
| 21  | Republica Democrată Congo | F       | Dylan Batubinsika            |
| 22  | Georgia                   | A       | Zuriko Davitashvili          |
| 23  | Franța                    | F       | Maxime Bernauer              |
| 25  | Franța                    | A       | Djylian N'Guessan            |
| 27  | Guadelupa                 | F       | Yvann Maçon                  |
| 28  | Serbia                    | M       | Igor Miladinović             |
| 29  | Maroc                     | M       | Aïmen Moueffek               |
| 30  | Franța                    | P       | Gautier Larsonneur (căpitan) |
| 31  | Franța                    | A       | Nadir El Jamali              |
| 32  | Belgia                    | A       | Lucas Stassin                |
| 34  | Senegal                   | F       | Lassana Traoré               |
| 35  | Franța                    | F       | Luan Gadegbeku               |
| 38  | Franța                    | M       | Jules Mouton                 |

### Numere retrase
| Nr. |        | Poziție | Jucător     |
| --- | ------ | ------- | ----------- |
| 24  | Franța | F       | Loïc Perrin |

## Recorduri și statistici
| #  | Nume               | Meciuri |
| -- | ------------------ | ------- |
| 1  | René Domingo       | 518     |
| 2  | Robert Herbin      | 489     |
| 3  | Loïc Perrin        | 470     |
| 4  | Christian Lopez    | 453     |
| 5  | Gérard Farison     | 412     |
| 6  | Hervé Revelli      | 405     |
| 7  | Jean-Michel Larqué | 403     |
| 8  | Gérard Janvion     | 392     |
| 9  | Stéphane Ruffier   | 383     |
| 10 | Jean Castaneda     | 378     |

| #  | Nume               | Goluri |
| -- | ------------------ | ------ |
| 1  | Hervé Revelli      | 204    |
| 2  | Rachid Mekhloufi   | 150    |
| 3  | Salif Keïta        | 143    |
| 4  | Ignace Tax         | 119    |
| 5  | Antoine Rodriguez  | 109    |
| 6  | Eugène N'Jo Léa    | 101    |
| 7  | Robert Herbin      | 99     |
| 8  | Jean-Michel Larqué | 99     |
| 9  | Ivan Bek           | 93     |
| 10 | Michel Platini     | 82     |

## Palmares

### National
- Ligue 1

Campioni (10): 1956–57, 1963–64, 1966–67, 1967–68, 1968–69, 1969–70, 1973–74, 1974–75, 1975–76, 1980–81
- Ligue 2

Campioni (3): 1962–63, 1998–99, 2003–04
- Coupe de France

Campioni (6): 1961–62, 1967–68, 1969–70, 1973–74, 1974–75, 1976–77
- Coupe de la Ligue

Campioni  (1): 2012–13
- Trophée des Champions

Campioni (5): 1957, 1962, 1967, 1968, 1969
- Coupe Gambardella

Campioni (3): 1963, 1970, 1998
- Coupe Charles Drago

Campioni (2): 1955, 1958

### Europa
- Liga Campionilor

  - Finalisti (1): 1975-76

### Bilanț european
Valabil la 31 mai 2022
| Competiția            | Meciuri jucate | Victorii | Egaluri | Înfrângeri | Goluri marcate | Goluri primite |
| --------------------- | -------------- | -------- | ------- | ---------- | -------------- | -------------- |
| Liga Campionilor UEFA | 41             | 19       | 7       | 15         | 50             | 44             |
| UEFA Europa League    | 68             | 28       | 22      | 18         | 111            | 73             |
| Cupa Cupelor UEFA     | 6              | 1        | 3       | 5          | 2              | 7              |
| Total                 | 115            | 51       | 32      | 38         | 163            | 124            |

## Management și staff

### Oficialii clubului
Conducerea clubului
- Președinte: Bernard Caiazzo
- Vice-președinte: Roland Romeyer
- Manager general: Xavier Thuilot

Antrenori
- Antrenor principal: Pascal Dupraz
- Antrenor secund: Julien Sablé

Academie
- Directorul academiei de tineret: Bernard David

### Antrenori
| Perioada                          | Numele               |
| --------------------------------- | -------------------- |
| 1933                              | Albert Locke         |
| 1934                              | Harold Rivers        |
| 1934–1935                         | William Duckworth    |
| 1936–1937                         | Zoltán Vágó          |
| 1936–1940                         | William Duckworth    |
| 1940–1943                         | Émile Cabannes       |
| 1943–1950                         | Ignace Tax           |
| 1950–1959                         | Jean Snella          |
| 1959–1960                         | René Vernier         |
| 1960–1961                         | François Wicart      |
| 1961–1962                         | Henri Guérin         |
| 1962–1963                         | François Wicart      |
| 1963–1967                         | Jean Snella          |
| Iulie 1, 1967 – Iunie 30, 1972    | Albert Batteux       |
| Iulie 1, 1972 – Februarie 1, 1983 | Robert Herbin        |
| 1983                              | Guy Briet            |
| 1983–1984                         | Jean Djorkaeff       |
| 1984                              | Robert Philippe      |
| 1984–1987                         | Henryk Kasperczak    |
| Iulie 1, 1987 – Iunie 30, 1990    | Robert Herbin        |
| Iulie 1, 1989 – Iunie 30, 1992    | Christian Sarramagna |
| Iulie 1, 1992 – Iunie 30, 1994    | Jacques Santini      |
| 1994–1996                         | Élie Baup            |

| Perioada                                | Numele                        |
| --------------------------------------- | ----------------------------- |
| 1996                                    | Maxime Bossis                 |
| 1996 – Iunie 30, 1996                   | Dominique Bathenay            |
| 1996–1997                               | Pierre Mankowski              |
| Iulie 1, 1997 – Iunie 30, 1998          | Pierre Repellini              |
| Iulie 1, 1998 – Septembrie 30, 2000     | Robert Nouzaret               |
| 2000                                    | Gérard Soler                  |
| Octombrie 1, 2000 – Decembrie 21, 2000  | John Toshack                  |
| Ianuarie 5, 2001 – Iunie 30, 2001       | Rudi Garcia Jean-Guy Wallemme |
| Iulie 1, 2001 – Octombrie 9, 2001       | Alain Michel                  |
| Octombrie 9, 2001 – Iunie 30, 2004      | Frédéric Antonetti            |
| Iunie 7, 2004 – Iunie 30, 2006          | Élie Baup                     |
| Iulie 1, 2006 – Iunie 30, 2007          | Ivan Hašek                    |
| Iulie 1, 2007 – Noiembrie 10, 2008      | Laurent Roussey               |
| Noiembrie 11, 2008 – Decembrie 15, 2009 | Alain Perrin                  |
| Decembrie 15, 2009 – 2017               | Christophe Galtier            |
| 2017                                    | Óscar García                  |
| 2017                                    | Julien Sablé                  |
| 2017 – 2019                             | Jean-Louis Gasset             |
| 2019                                    | Ghislain Printant             |
| 4 octombrie 2019 – 5 decembrie 2021     | Claude Puel                   |
| 14 decembrie 2021 - prezent             | Pascal Dupraz                 |